# Салвадор Мехия
Салвадор Мехия Алехандре (на испански: Salvador Mejía Alejandre) е мексикански продуцент на теленовели.

## Биография
Салвадор Мехия е роден на 12 февруари 1961 г. в Толука, Мексико. Изгражда цялата си кариера в компания Телевиса. Учи комуникации в Universidad Intercontinental. Когато пристига в Телевиса, е подкрепен изцяло от друг голям продуцент – Валентин Пимстейн. Имат общи проекти като Principessa, Просто Мария, La pícara soñadora. Кариерата му като изпълнителен продуцент започва през 1997 г. с теленовелата Есмералда. Следващите са Узурпаторката, Прегърни ме много силно, Тъмна орис, Мащеха, Огън в кръвта. Всичките тези сериали се радват на голяма световна популярност и рейтинги. Продуцирал е и други световноизвестни новели, като Росалинда, Девствената съпруга и други. По-късно през 2010 г. продуцира новелата Триумф на любовта, римейк на теленовелите Кристал и Право на любов.
През 2015 г. продуцира теленовелата Непростимо, написана от Химена Суарес, базирана върху теленовелите Лъжата (1998), Непростимо (1975) и романа, на който не е правена телевизионна адаптация, Цинцунцан, нощта на мъртвите, които са оригинални истории от Каридад Браво Адамс.
През 2017 г. продуцира теленовелата В диви земи, оригинална история от Рамон Кампос и Хема Р. Нейра и адаптирана от Лиляна Абуд.
През 2022 г., след 5-годишно отсъствие от Телевиса, се завръща в редиците на компанията, за да продуцира теленовелата Борбено сърце.
В кариерата си като изпълнителен продуцент е работил с режисьорите Беатрис Шеридан, Мигел Корсега, Хорхе Едгар Рамирес, Моника Мигел, Фернандо Несме, Сандра Шифнер и други; и със сценаристите Хеорхина Тиноко, Долорес Ортега, Карлос Ромеро, Кари Фахер, Лиляна Абуд, Рикардо Фиайега, Химена Суарес, Катя Родригес Естрада и други.
Женен е за продуцентката Натали Лартио, която в началото на продуцентската кариера на Салвадор е била асистент-продуцент и продуцент на първите му теленовели.

## Кариера

### Изпълнителен продуцент
- Осмелявам се да те обичам (2025)
- Да живееш от любов (2024)
- Борбено сърце (2022)
- В диви земи (2017)
- Амазонките (2016)
- Непростимо (2015)
- Бурята (2013)
- Каква красива любов (2012-2013)
- Триумф на любовта (2010-2011)
- Непокорно сърце (2009-2010)
- Огън в кръвта (2008)
- Свят на хищници (2006)
- Девствената съпруга (2005)
- Мащеха... след години (2005)
- Мащехата (2005)
- Тъмна орис (2003-2004)
- Любов и омраза (2002)
- Прегърни ме много силно (2000-2001)
- Росалинда (1999)
- Отвъд... узурпаторката (1998)
- Узурпаторката (1998)
- Есмералда (1997)

### Асистент-продуцент
- Мария Мерседес (1992)
- La pícara soñadora (1991)
- Просто Мария (1989-1990)
- Въртележка (1989-1990)

### Кординатор
- Дивата Роза (1987-1988)
- Върховно изпитание (1986)
- Principessa (1984)

### Продуцент
- Под юздите на любовта (2007)
- Любовта няма цена (2005)
- Невинната ти (2004-2005)

## Награди и номинации
Награди TVyNovelas
| Година | Категория            | Теленовела              | Резултат   |
| ------ | -------------------- | ----------------------- | ---------- |
| 2017   | Най-добър екип       | Амазонките              | Номинирана |
| 2012   | Най-добра теленовела | Триумф на любовта       | Номинирана |
| 2010   | Най-добра теленовела | Непокорно сърце         | Номинирана |
| 2009   | Най-добра теленовела | Огън в кръвта           | Печели     |
| 2007   | Най-добра теленовела | Свят на хищници         | Номинирана |
| 2006   | Най-добра теленовела | Девствената съпруга     | Номинирана |
| 2006   | Най-добра теленовела | Мащехата                | Номинирана |
| 2004   | Най-добра теленовела | Тъмна орис              | Номинирана |
| 2002   | Най-добра теленовела | Любов и омраза          | Номинирана |
| 2001   | Най-добра теленовела | Прегърни ме много силно | Печели     |
| 1999   | Най-добра теленовела | Узурпаторката           | Номинирана |
| 1998   | Най-добра теленовела | Есмералда               | Печели     |

Награди Bravo (2007)
| Категория            | Теленовела      | Резултат |
| -------------------- | --------------- | -------- |
| Най-добра теленовела | Свят на хищници | Печели   |

Награди INTE
| Година | Категория              | Теленовела     | Резултат   |
| ------ | ---------------------- | -------------- | ---------- |
| 2003   | Теленовела на годината | Любов и омраза | Номинирана |